# 是日本人鄭家輝
是日本人鄭家輝是一個商業電台第二台（叱吒903）已完結的日本音樂節目，自1998年開始至2005年12月25日完結。節目主持人為鄭家輝。播放時間為星期一至五晚上8時至9時，及後因節目形式改變轉為另一節目《東京百貨》而把時段改為週日晚上7時至9時。
節目以介紹日本流行音樂為主，如介紹該星期的日本Oricon唱片銷售排行榜。亦有介紹日本流行文化，推薦到日本旅遊的購物資訊。及後因有不少支持者，每個星期得到商場贊助作出戶外廣播，跟聽眾玩小遊戲送出「寶箱禮品」。而且亦曾邀請喜歡日本文化的藝人在這節目中作嘉賓主持，如趙頌茹。另一個特色環節是不定期邀請來到香港的日本藝人作專訪，或主持人到日本專訪某些當紅的藝人。
此節目的另一大特色是節目主持人經常需要到日本旅遊觀看演唱會或訪問藝人，所以主持有時會為聽眾代為購物，做成主持與聽眾的關係不錯。另外節目亦經常需作錄音放送，有別於一般節目會以其他DJ代為主持。

## 節目名稱
節目名稱可以有兩種解讀：「是日·本人·鄭家輝」或「是·日本人·鄭家輝」。

## 應援歌
為了替每年應考公開考試的聽眾作出支持，該節目會把一首勵志的歌作為應援歌，並於節目中多次播放鼓勵同學。
- 2006年－Mr.Children《youthful days》
- 2002年－KinKi Kids《Hey!大家好嗎?》
- 2001年－菅野美穗《ZOO～愛をください～》
- 2000年－Des'ree《Life》（日劇To Heart 主題曲）

## 外部連結
- 是日本人鄭家輝官方網頁
- 鄭家輝官方網頁